# Lehel Somlay
Lehel Somlay, né le 26 juin 1936 à Budapest et mort le 24 juin 2022 à Nice, est un footballeur hongrois évoluant au poste de gardien de but.

## Biographie
Il joue en première division française avec les clubs du Havre AC (1960-1961) et de l'AS Aix (1967-1968). Lors des autres saisons de sa carrière professionnelle, il joue en deuxième division avec Le Havre AC (1958-1959), le FC Nantes (1959-1960), l'US Forbach (1961-1962) et l'AS Aix (1962-1967 et 1968-1972). Outre ses 16 matchs de division 1 et ses 66 matchs de division 2, il a joué 1 match de Coupe de France et 4 de Coupe Charles Drago.
Lors de sa saison au FC Nantes (1959-1960), il dénonce une tentative de corruption contre lui-même de la part d'un ancien président du Red Star, affaire qui provoque la radiation de tout le bureau dirigeant du club de Saint-Ouen et l'exclusion de l'équipe du monde professionnel,.